# Fredrik Monsen
Christian Fredrik Monsen, né le 27 avril 1874 et décédé le 31 janvier 1954, est un homme politique norvégien du Parti travailliste.

## Biographie
Il est membre du Parlement de Norvège 1922 à 1949, et président du Parlement de 1945 à 1948, et ministre de la Défense à trois reprises au sein du gouvernement Christopher Hornsrud et du gouvernement Johan Nygaardsvold.
Il est maire de la ville de Hamar de 1917 à 1919.